# Lista padrão de serviços e portas associadas
A relação abaixo, pemanentemente atualizada, é disponibilizada pelo IANA 
Portas de rede TCP/IP e UDP.

## Lista
```
tcpmux          1/tcp                           # TCP port service multiplexer
tcpmux          1/udp                           # TCP port service multiplexer
rje             5/tcp                           # Remote Job Entry
rje             5/udp                           # Remote Job Entry
echo            7/tcp
echo            7/udp
discard         9/tcp           sink null
discard         9/udp           sink null
systat          11/tcp          users
systat          11/udp          users
daytime         13/tcp
daytime         13/udp
qotd            17/tcp          quote
qotd            17/udp          quote
msp             18/tcp                          # message send protocol
msp             18/udp                          # message send protocol
chargen         19/tcp          ttytst source
chargen         19/udp          ttytst source
ftp-data        20/tcp
ftp-data        20/udp
# 21 is registered to ftp, but also used by fsp
ftp             21/tcp
ftp             21/udp          fsp fspd
ssh             22/tcp                          # SSH Remote Login Protocol
ssh             22/udp                          # SSH Remote Login Protocol
telnet          23/tcp
telnet          23/udp
# 24 - private mail system
lmtp            24/tcp                          # LMTP Mail Delivery
lmtp            24/udp                          # LMTP Mail Delivery
smtp            25/tcp          mail
smtp            25/udp          mail
time            37/tcp          timserver
time            37/udp          timserver
rlp             39/tcp          resource        # resource location
rlp             39/udp          resource        # resource location
nameserver      42/tcp          name            # IEN 116 
nameserver      42/udp          name            # IEN 116
nicname         43/tcp          whois
nicname         43/udp          whois
tacacs          49/tcp                          # Login Host Protocol (TACACS)
tacacs          49/udp                          # Login Host Protocol (TACACS)
re-mail-ck      50/tcp                          # Remote Mail Checking Protocol
re-mail-ck      50/udp                          # Remote Mail Checking Protocol
domain          53/tcp                          # name-domain server
domain          53/udp
whois++         63/tcp
whois++         63/udp
bootps          67/tcp                          # BOOTP server
bootps          67/udp
bootpc          68/tcp                          # BOOTP client
bootpc          68/udp
tftp            69/tcp
tftp            69/udp
gopher          70/tcp                          # Internet Gopher
gopher          70/udp
netrjs-1        71/tcp                          # Remote Job Service
netrjs-1        71/udp                          # Remote Job Service
netrjs-2        72/tcp                          # Remote Job Service
netrjs-2        72/udp                          # Remote Job Service
netrjs-3        73/tcp                          # Remote Job Service
netrjs-3        73/udp                          # Remote Job Service
netrjs-4        74/tcp                          # Remote Job Service
netrjs-4        74/udp                          # Remote Job Service
finger          79/tcp
finger          79/udp
http            80/tcp          www www-http    # WorldWideWeb HTTP
http            80/udp          www www-http    # HyperText Transfer Protocol
kerberos        88/tcp          kerberos5 krb5  # Kerberos v5
kerberos        88/udp          kerberos5 krb5  # Kerberos v5
supdup          95/tcp
supdup          95/udp
hostname        101/tcp         hostnames       # usually from sri-nic
hostname        101/udp         hostnames       # usually from sri-nic
iso-tsap        102/tcp         tsap            # part of ISODE.
csnet-ns        105/tcp         cso             # also used by CSO name server
csnet-ns        105/udp         cso
# unfortunately the poppassd (Eudora) uses a port which has already
# been assigned to a different service. We list the poppassd as an
# alias here. This should work for programs asking for this service.
# (due to a bug in inetd the 3com-tsmux line is disabled)
#3com-tsmux     106/tcp         poppassd
#3com-tsmux     106/udp         poppassd
rtelnet         107/tcp                         # Remote Telnet
rtelnet         107/udp
pop2            109/tcp         pop-2   postoffice      # POP version 2
pop2            109/udp         pop-2
pop3            110/tcp         pop-3           # POP version 3
pop3            110/udp         pop-3
sunrpc          111/tcp         portmapper      # RPC 4.0 portmapper TCP
sunrpc          111/udp         portmapper      # RPC 4.0 portmapper UDP
auth            113/tcp         authentication tap ident
auth            113/udp         authentication tap ident
sftp            115/tcp
sftp            115/udp
uucp-path       117/tcp
uucp-path       117/udp
nntp            119/tcp         readnews untp   # 
USENET
 News Transfer Protocol
nntp            119/udp         readnews untp   # USENET News Transfer Protocol
ntp             123/tcp
ntp             123/udp                         # Network Time Protocol
netbios-ns      137/tcp                         # NETBIOS Name Service
netbios-ns      137/udp
netbios-dgm     138/tcp                         # NETBIOS Datagram Service
netbios-dgm     138/udp
netbios-ssn     139/tcp                         # NETBIOS session service
netbios-ssn     139/udp
imap            143/tcp         imap2           # Interim Mail Access Proto v2
imap            143/udp         imap2
snmp            161/tcp                         # Simple Net Mgmt Proto
snmp            161/udp                         # Simple Net Mgmt Proto 
snmptrap        162/udp         snmp-trap       # Traps for SNMP
cmip-man        163/tcp                         # ISO mgmt over IP (CMOT)
cmip-man        163/udp
cmip-agent      164/tcp
cmip-agent      164/udp
mailq           174/tcp                         # MAILQ
mailq           174/udp                         # MAILQ
xdmcp           177/tcp                         # X Display Mgr. Control Proto
xdmcp           177/udp
nextstep        178/tcp         NeXTStep NextStep       # NeXTStep window
nextstep        178/udp         NeXTStep NextStep       # server
bgp             179/tcp                         # Border Gateway Protocol.
bgp             179/udp
prospero        191/tcp                         # Cliff Neuman's Prospero
prospero        191/udp
irc             194/tcp                         # Internet Relay Chat
irc             194/udp
smux            199/tcp                         # SNMP Unix Multiplexer
smux            199/udp
at-rtmp         201/tcp                         # AppleTalk routing
at-rtmp         201/udp
at-nbp          202/tcp                         # AppleTalk name binding
at-nbp          202/udp
at-echo         204/tcp                         # AppleTalk echo
at-echo         204/udp
at-zis          206/tcp                         # AppleTalk zone information
at-zis          206/udp
qmtp            209/tcp                         # Quick Mail Transfer Protocol
qmtp            209/udp                         # Quick Mail Transfer Protocol
z39.50          210/tcp         z3950 wais      # NISO Z39.50 database
z39.50          210/udp         z3950 wais
ipx             213/tcp                         # IPX
ipx             213/udp
imap3           220/tcp                         # Interactive Mail Access
imap3           220/udp                         # Protocol v3
link            245/tcp         ttylink
link            245/udp         ttylink
fatserv         347/tcp                         # Fatmen Server 
fatserv         347/udp                         # Fatmen Server
rsvp_tunnel     363/tcp
rsvp_tunnel     363/udp
odmr            366/tcp                         # odmr required by fetchmail
odmr            366/udp                         # odmr required by fetchmail
rpc2portmap     369/tcp
rpc2portmap     369/udp                         # Coda portmapper
codaauth2       370/tcp
codaauth2       370/udp                         # Coda authentication server
ulistproc       372/tcp         ulistserv       # UNIX Listserv
ulistproc       372/udp         ulistserv
ldap            389/tcp
ldap            389/udp
svrloc          427/tcp                         # Server Location Protocl
svrloc          427/udp                         # Server Location Protocl
mobileip-agent  434/tcp
mobileip-agent  434/udp
mobilip-mn      435/tcp
mobilip-mn      435/udp
https           443/tcp                         # MCom
https           443/udp                         # MCom
snpp            444/tcp                         # Simple Network Paging Protocol
snpp            444/udp                         # Simple Network Paging Protocol
microsoft-ds    445/tcp
microsoft-ds    445/udp
kpasswd         464/tcp         kpwd            # Kerberos "passwd"
kpasswd         464/udp         kpwd            # Kerberos "passwd"
photuris        468/tcp
photuris        468/udp
saft            487/tcp                         # Simple Asynchronous File Transfer
saft            487/udp                         # Simple Asynchronous File Transfer
gss-http        488/tcp
gss-http        488/udp
pim-rp-disc     496/tcp
pim-rp-disc     496/udp
isakmp          500/tcp
isakmp          500/udp
gdomap          538/tcp                         # GNUstep distributed objects
gdomap          538/udp                         # GNUstep distributed objects
iiop            535/tcp
iiop            535/udp
dhcpv6-client   546/tcp
dhcpv6-client   546/udp
dhcpv6-server   547/tcp
dhcpv6-server   547/udp
rtsp            554/tcp                         # Real Time Stream Control Protocol
rtsp            554/udp                         # Real Time Stream Control Protocol
nntps           563/tcp                         # NNTP over SSL
nntps           563/udp                         # NNTP over SSL
whoami          565/tcp
whoami          565/udp
submission      587/tcp         msa             # mail message submission
submission      587/udp         msa             # mail message submission
npmp-local      610/tcp         dqs313_qmaster  # npmp-local / DQS
npmp-local      610/udp         dqs313_qmaster  # npmp-local / DQS
npmp-gui        611/tcp         dqs313_execd    # npmp-gui / DQS
npmp-gui        611/udp         dqs313_execd    # npmp-gui / DQS
hmmp-ind        612/tcp         dqs313_intercell # HMMP Indication / DQS
hmmp-ind        612/udp         dqs313_intercell # HMMP Indication / DQS
ipp             631/tcp                         # Internet Printing Protocol
ipp             631/udp                         # Internet Printing Protocol
ldaps           636/tcp                         # LDAP over SSL
ldaps           636/udp                         # LDAP over SSL
acap            674/tcp
acap            674/udp
ha-cluster      694/tcp                         # Heartbeat HA-cluster
ha-cluster      694/udp                         # Heartbeat HA-cluster
kerberos-adm    749/tcp                         # Kerberos `kadmin' (v5)
kerberos-iv     750/udp         kerberos4 kerberos-sec kdc
kerberos-iv     750/tcp         kerberos4 kerberos-sec kdc
webster         765/tcp                         # Network dictionary
webster         765/udp
phonebook       767/tcp                         # Network phonebook
phonebook       767/udp
rsync           873/tcp                         # rsync
rsync           873/udp                         # rsync
telnets         992/tcp
telnets         992/udp
imaps           993/tcp                         # IMAP over SSL
imaps           993/udp                         # IMAP over SSL
ircs            994/tcp
ircs            994/udp
pop3s           995/tcp                         # POP-3 over SSL
pop3s           995/udp                         # POP-3 over SSL 

#
# UNIX specific services
#
exec            512/tcp
biff            512/udp         comsat
login           513/tcp
who             513/udp         whod
shell           514/tcp         cmd             # no passwords used
syslog          514/udp
printer         515/tcp         spooler         # line printer spooler
printer         515/udp         spooler         # line printer spooler
talk            517/udp
ntalk           518/udp
utime           519/tcp         unixtime
utime           519/udp         unixtime
efs             520/tcp
router          520/udp         route routed    # RIP
ripng           521/tcp
ripng           521/udp
timed           525/tcp         timeserver
timed           525/udp         timeserver
tempo           526/tcp         newdate
courier         530/tcp         rpc
conference      531/tcp         chat
netnews         532/tcp
netwall         533/udp                         # -for emergency broadcasts
uucp            540/tcp         uucpd           # uucp daemon
klogin          543/tcp                         # Kerberized `rlogin' (v5)
kshell          544/tcp         krcmd           # Kerberized `rsh' (v5)
afpovertcp      548/tcp                         # AFP over TCP
afpovertcp      548/udp                         # AFP over TCP
remotefs        556/tcp         rfs_server rfs  # Brunhoff remote filesystem

#
# From ``PORT NUMBERS
:

#
#>REGISTERED PORT NUMBERS
#>
#>The Registered Ports are listed by the IANA and on most systems can be
#>used by ordinary user processes or programs executed by ordinary
#>users.
#>
#>Ports are used in the TCP [RFC793] to name the ends of logical
#>connections which carry long term conversations.  For the purpose of
#>providing services to unknown callers, a service contact port is
#>defined.  This list specifies the port used by the server process as
#>its contact port.
#>
#>The IANA registers uses of these ports as a convienence to the
#>community.
#
socks           1080/tcp                        # socks proxy server 
socks           1080/udp                        # socks proxy server

# Port 1236 is registered as `bvcontrol', but is also used by the
# Gracilis Packeten remote config server.  The official name is listed as
# the primary name, with the unregistered name as an alias.
bvcontrol       1236/tcp        rmtcfg          # Daniel J. Walsh, Gracilis Packeten remote config server
bvcontrol       1236/udp                        # Daniel J. Walsh
h323hostcallsc  1300/tcp                        # H323 Host Call Secure
h323hostcallsc  1300/udp                        # H323 Host Call Secure
ms-sql-s        1433/tcp                        # Microsoft-SQL-Server
ms-sql-s        1433/udp                        # Microsoft-SQL-Server
ms-sql-m        1434/tcp                        # Microsoft-SQL-Monitor
ms-sql-m        1434/udp                        # Microsoft-SQL-Monitor
ica             1494/tcp                        # Citrix ICA Client
ica             1494/udp                        # Citrix ICA Client
wins            1512/tcp                        # Microsoft's Windows Internet Name Service
wins            1512/udp                        # Microsoft's Windows Internet Name Service
ingreslock      1524/tcp
ingreslock      1524/udp
prospero-np     1525/tcp                        # Prospero non-privileged
prospero-np     1525/udp
datametrics     1645/tcp        old-radius      # datametrics / old radius entry
datametrics     1645/udp        old-radius      # datametrics / old radius entry
sa-msg-port     1646/tcp        old-radacct     # sa-msg-port / old radacct entry
sa-msg-port     1646/udp        old-radacct     # sa-msg-port / old radacct entry
kermit          1649/tcp
kermit          1649/udp
l2tp            1701/tcp        l2f
l2tp            1701/udp        l2f
h323gatedisc    1718/tcp
h323gatedisc    1718/udp
h323gatestat    1719/tcp
h323gatestat    1719/udp
h323hostcall    1720/tcp
h323hostcall    1720/udp
pptp            1723/tcp
tftp-mcast      1758/tcp
tftp-mcast      1758/udp
mtftp           1759/udp
hello           1789/tcp
hello           1789/udp 
radius          1812/tcp                        # Radius
radius          1812/udp                        # Radius
radius-acct     1813/tcp        radacct         # Radius Accounting
radius-acct     1813/udp        radacct         # Radius Accounting
mtp             1911/tcp                        #
mtp             1911/udp                        #
hsrp            1985/tcp                        # Cisco Hot Standby Router Protocol
hsrp            1985/udp                        # Cisco Hot Standby Router Protocol
licensedaemon   1986/tcp
licensedaemon   1986/udp
gdp-port        1997/tcp                        # Cisco Gateway Discovery Protocol
gdp-port        1997/udp                        # Cisco Gateway Discovery Protocol
sieve           2000/tcp                        # Sieve Mail Filter Daemon
sieve           2000/udp                        # Sieve Mail Filter Daemon
nfs             2049/tcp        nfsd
nfs             2049/udp        nfsd
zephyr-srv      2102/tcp                        # Zephyr server
zephyr-srv      2102/udp                        # Zephyr server
zephyr-clt      2103/tcp                        # Zephyr serv-hm connection
zephyr-clt      2103/udp                        # Zephyr serv-hm connection
zephyr-hm       2104/tcp                        # Zephyr hostmanager
zephyr-hm       2104/udp                        # Zephyr hostmanager
cvspserver      2401/tcp                        # CVS client/server operations
cvspserver      2401/udp                        # CVS client/server operations
venus           2430/tcp                        # codacon port
venus           2430/udp                        # Venus callback/wbc interface
venus-se        2431/tcp                        # tcp side effects
venus-se        2431/udp                        # udp sftp side effect
codasrv         2432/tcp                        # not used
codasrv         2432/udp                        # server port
codasrv-se      2433/tcp                        # tcp side effects
codasrv-se      2433/udp                        # udp sftp side effectQ

# Ports numbered 2600 through 2606 are used by the zebra package without
# being registred.  The primary names are the registered names, and the
# unregistered names used by zebra are listed as aliases.
hpstgmgr        2600/tcp        zebrasrv        # HPSTGMGR
hpstgmgr        2600/udp                        # HPSTGMGR
discp-client    2601/tcp        zebra           # discp client
discp-client    2601/udp                        # discp client
discp-server    2602/tcp        ripd            # discp server
discp-server    2602/udp                        # discp server
servicemeter    2603/tcp        ripngd          # Service Meter
servicemeter    2603/udp                        # Service Meter
nsc-ccs         2604/tcp        ospfd           # NSC CCS
nsc-ccs         2604/udp                        # NSC CCS
nsc-posa        2605/tcp        bgpd            # NSC POSA
nsc-posa        2605/udp                        # NSC POSA
netmon          2606/tcp        ospf6d          # Dell Netmon
netmon          2606/udp                        # Dell Netmon
dict            2628/tcp                        # 
RFC 2229

dict            2628/udp                        # 
RFC 2229

corbaloc        2809/tcp                        # CORBA naming service locator
icpv2           3130/tcp                        # Internet Cache Protocol V2 (Squid)
icpv2           3130/udp                        # Internet Cache Protocol V2 (Squid)

mysql
           3306/tcp                        # MySQL
mysql           3306/udp                        # MySQL
trnsprntproxy   3346/tcp                        # Trnsprnt Proxy
trnsprntproxy   3346/udp                        # Trnsprnt Proxy
pxe             4011/udp                        # PXE server
fud             4201/udp                        # Cyrus IMAP FUD Daemon
rwhois          4321/tcp                        # Remote Who Is
rwhois          4321/udp                        # Remote Who Is
krb524          4444/tcp                        # Kerberos 5 to 4 ticket xlator
krb524          4444/udp                        # Kerberos 5 to 4 ticket xlator
rfe             5002/tcp                        # Radio Free Ethernet
rfe             5002/udp                        # Actually uses UDP only
cfengine        5308/tcp                        # CFengine
cfengine        5308/udp                        # CFengine
cvsup           5999/tcp        CVSup           # CVSup file transfer/John Polstra/FreeBSD
cvsup           5999/udp        CVSup           # CVSup file transfer/John Polstra/FreeBSD
x11             6000/tcp        X               # the X Window System
afs3-fileserver 7000/tcp                        # file server itself
afs3-fileserver 7000/udp                        # file server itself
afs3-callback   7001/tcp                        # callbacks to cache managers
afs3-callback   7001/udp                        # callbacks to cache managers
afs3-prserver   7002/tcp                        # users & groups database
afs3-prserver   7002/udp                        # users & groups database
afs3-vlserver   7003/tcp                        # volume location database
afs3-vlserver   7003/udp                        # volume location database
afs3-kaserver   7004/tcp                        # AFS/Kerberos authentication service
afs3-kaserver   7004/udp                        # AFS/Kerberos authentication service
afs3-volser     7005/tcp                        # volume management server
afs3-volser     7005/udp                        # volume management server
afs3-errors     7006/tcp                        # error interpretation service
afs3-errors     7006/udp                        # error interpretation service
afs3-bos        7007/tcp                        # basic overseer process
afs3-bos        7007/udp                        # basic overseer process 
afs3-update     7008/tcp                        # server-to-server updater
afs3-update     7008/udp                        # server-to-server updater
afs3-rmtsys     7009/tcp                        # remote cache manager service
afs3-rmtsys     7009/udp                        # remote cache manager service
sd              9876/tcp                        # Session Director
sd              9876/udp                        # Session Director
amanda          10080/tcp                       # amanda backup services
amanda          10080/udp                       # amanda backup services
pgpkeyserver    11371/tcp                       # PGP/GPG public keyserver
pgpkeyserver    11371/udp                       # PGP/GPG public keyserver
h323callsigalt  11720/tcp                       # H323 Call Signal Alternate
h323callsigalt  11720/udp                       # H323 Call Signal Alternate
bprd            13720/tcp                       # BPRD (VERITAS NetBackup)
bprd            13720/udp                       # BPRD (VERITAS NetBackup)
bpdbm           13721/tcp                       # BPDBM (VERITAS NetBackup)
bpdbm           13721/udp                       # BPDBM (VERITAS NetBackup)
bpjava-msvc     13722/tcp                       # BP Java MSVC Protocol
bpjava-msvc     13722/udp                       # BP Java MSVC Protocol
vnetd           13724/tcp                       # Veritas Network Utility
vnetd           13724/udp                       # Veritas Network Utility
bpcd            13782/tcp                       # VERITAS NetBackup
bpcd            13782/udp                       # VERITAS NetBackup
vopied          13783/tcp                       # VOPIED Protocol
vopied          13783/udp                       # VOPIED Protocol

# This port is registered as wnn6, but also used under the unregistered name
# "wnn4" by the FreeWnn package.
wnn6            22273/tcp       wnn4
wnn6            22273/udp       wnn4
quake           26000/tcp
quake           26000/udp
wnn6-ds         26208/tcp
wnn6-ds         26208/udp
traceroute      33434/tcp
traceroute      33434/udp
#
# Datagram Delivery Protocol services
#
rtmp            1/ddp                           # Routing Table Maintenance Protocol
nbp             2/ddp                           # Name Binding Protocol
echo            4/ddp                           # AppleTalk Echo Protocol
zip             6/ddp                           # Zone Information Protocol

#
# Kerberos (Project Athena/MIT) services
# Note that these are for Kerberos v4, and are unregistered/unofficial.  Sites
# running v4 should uncomment these and comment out the v5 entries above.
#
kerberos_master 751/udp                         # Kerberos authentication
kerberos_master 751/tcp                         # Kerberos authentication
passwd_server   752/udp                         # Kerberos passwd server
krbupdate       760/tcp         kreg            # Kerberos registration
kpop            1109/tcp                        # Pop with Kerberos
knetd           2053/tcp                        # Kerberos de-multiplexor

#
# Kerberos 5 services, also not registered with IANA
#
krb5_prop       754/tcp                         # Kerberos slave propagation
eklogin         2105/tcp                        # Kerberos encrypted rlogin

#
# Unregistered but necessary(?) (for 
NetBSD
) services
#
supfilesrv      871/tcp                         # SUP server
supfiledbg      1127/tcp                        # SUP debugging

#
# Unregistered but useful/necessary other services
#
netstat         15/tcp                          # (was once asssigned, no more)
linuxconf       98/tcp                          # Linuxconf HTML access
poppassd        106/tcp                         # Eudora
poppassd        106/udp                         # Eudora
smtps           465/tcp                         # SMTP over SSL (TLS)
gii             616/tcp                         # gated interactive interface
omirr           808/tcp         omirrd          # online mirror
omirr           808/udp         omirrd          # online mirror
swat            901/tcp                         # Samba Web Administration Tool
rndc            953/tcp                         # rndc control sockets (BIND 9)
rndc            953/udp                         # rndc control sockets (BIND 9)
skkserv         1178/tcp                        # SKK Japanese input method
xtel            1313/tcp                        # french minitel
support         1529/tcp        prmsd gnatsd    # GNATS, cygnus bug tracker
cfinger         2003/tcp                        # GNU Finger
ninstall        2150/tcp                        # ninstall service
ninstall        2150/udp                        # ninstall service
afbackup        2988/tcp                        # Afbackup system
afbackup        2988/udp                        # Afbackup system
squid           3128/tcp                        # squid web proxy
prsvp           3455/tcp                        # RSVP Port
prsvp           3455/udp                        # RSVP Port
distcc          3632/tcp                        # distcc
svn             3690/tcp                        # Subversion
svn             3690/udp                        # Subversion
postgres        5432/tcp                        # POSTGRES 
postgres        5432/udp                        # POSTGRES
fax             4557/tcp                        # FAX transmission service        (old)
hylafax         4559/tcp                        # HylaFAX client-server protocol  (new)
sgi-dgl         5232/tcp                        # SGI Distributed Graphics
sgi-dgl         5232/udp
noclog          5354/tcp                        # noclogd with TCP (nocol)
noclog          5354/udp                        # noclogd with UDP (nocol)
hostmon         5355/tcp                        # hostmon uses TCP (nocol)
hostmon         5355/udp                        # hostmon uses TCP (nocol)
canna           5680/tcp
x11-ssh-offset  6010/tcp                        # SSH X11 forwarding offset
ircd            6667/tcp                        # Internet Relay Chat
ircd            6667/udp                        # Internet Relay Chat
xfs             7100/tcp                        # X font server
tircproxy       7666/tcp                        # Tircproxy
http-alt        8008/tcp
http-alt        8008/udp
webcache        8080/tcp                        # WWW caching service
webcache        8080/udp                        # WWW caching service
tproxy          8081/tcp                        # Transparent Proxy
tproxy          8081/udp                        # Transparent Proxy
jetdirect       9100/tcp        laserjet hplj   #
mandelspawn     9359/udp        mandelbrot      # network mandelbrot
kamanda         10081/tcp                       # amanda backup services (Kerberos)
kamanda         10081/udp                       # amanda backup services (Kerberos)
amandaidx       10082/tcp                       # amanda backup services
amidxtape       10083/tcp                       # amanda backup services
isdnlog         20011/tcp                       # isdn logging system
isdnlog         20011/udp                       # isdn logging system
vboxd           20012/tcp                       # voice box system
vboxd           20012/udp                       # voice box system
wnn4_Kr         22305/tcp                       # used by the kWnn package
wnn4_Cn         22289/tcp                       # used by the cWnn package
wnn4_Tw         22321/tcp                       # used by the tWnn package
binkp           24554/tcp                       # Binkley
binkp           24554/udp                       # Binkley
asp             27374/tcp                       # Address Search Protocol
asp             27374/udp                       # Address Search Protocol
tfido           60177/tcp                       # Ifmail
tfido           60177/udp                       # Ifmail
fido            60179/tcp                       # Ifmail
fido            60179/udp                       # Ifmail

# Local services
```